# IC 4066
IC 4066 је појединачна звијезда у сазвјежђу Береникина коса која се налази на листи објеката дубоког неба у Индекс каталогу.
Деклинација објекта је + 19° 16' 21" а ректасцензија 13h 1m 40,1s.